# Aplidium urgorrii
Aplidium urgorrii is een zakpijpensoort uit de familie van de Polyclinidae. De wetenschappelijke naam van de soort is voor het eerst geldig gepubliceerd in 1994 door Vazquez.